# Fear Inoculum
Fear Inoculum (с англ. — «Прививка от страха») — пятый студийный альбом американской рок-группы Tool, выпущенный 30 августа 2019 года на лейблах: Tool Dissectional, Volcano Entertainment, RCA Records. Является первой пластинкой коллектива, изданной после паузы в 13 лет (с момента выхода предыдущего диска 10,000 Days), что было связано с творческими, личными и юридическими проблемами музыкантов. Альбом был хорошо принят прессой, в частности, рецензенты отмечали удачную попытку группы усовершенствовать своё фирменное звучание, присущее её ранним записям.
Fear Inoculum возглавил главный американский чарт Billboard 200, став третьим подряд альбомом Tool, добившимся подобного достижения. Кроме того, лонгплей добрался до вершины пяти других национальных хит-парадов в первую же неделю релиза. Две композиции альбома получили номинации на музыкальную премию «Грэмми»: ведущий сингл, «Fear Inoculum», в категории «Лучшая рок-песня», а также финальный трек диска, «7empest», в категории «Лучшее метал-исполнение», который в итоге был отмечен статуэткой на 62-й церемонии награждения.

## История создания
В 2006 году Tool выпустили свой четвёртый студийный альбом 10,000 Days, который получил высокие оценки от музыкальных критиков, возглавил чарт Billboard 200 и был продан в количестве 1 000 000 копий всего за два месяца с момента своего выхода. Группа активно гастролировала в поддержку диска, отыграв более 200 концертов в течение 2007 года. После этого фронтмен Tool, Мейнард Джеймс Кинан, заявил, что по его ощущениям, группа скоро распадётся, и сосредоточился на своем сайд-проекте Puscifer. Однако в начале 2008 года, на 50-й церемонии премии «Грэмми», Кинан объявил телеканалу MTV, что группа начнет писать новый материал для пятого студийного альбома «незамедлительно».
Однако на следующие несколько лет группа практически пропала из медиапространства. Только на её веб-сайте появилась информация, что гитарист Адам Джонс, басист Джастин Чанселлор и барабанщик Дэнни Кэри работали над инструментальным материалом, в то время как Кинан полностью сосредоточился на Puscifer. Этот подход был схож с тем, как музыканты работали до этого — Кинан ждал, пока будет завершена запись всех инструментов, прежде чем приступить к созданию текстов и записи вокала. В 2012 году на веб-сайте появилась новая информация — администратор написал, что он слушал свежий инструментальный материал группы, который «звучал как Tool… некоторые его части напоминали ранние записи группы, другие — выходили за рамки привычного», также он отметил, что, по его мнению, альбом был готов наполовину.
Тем не менее, в течение нескольких следующих лет на скорость записи диска повлияли внешние факторы. В 2013 году появилась информация, что двое участников группы попали в аварию во время прогулки на скутерах, из-за чего сорвались запланированные девять дней джем-сейшена. Впоследствии Кэри признался, что одним из них был он, отметив, что из-за аварии сильно повредил рёбра, и в итоге его физическая реабилитация ещё больше замедлила запись. Рассуждая о прогрессе будущей пластинки, Кинан использовал кулинарную аналогию: «По большей части сейчас она представляет собой множество идей. Но это не конкретные песни… это куча лапши в большой кастрюле. Куча лапши, без конкретных блюд». В 2014 году Джонс и Кэри рассказали, что сложные юридические вопросы и судебные баталии, связанные с иском 2007 года, также замедляли рабочий процесс. Проблемы возникли из иска от друга коллектива, который требовал упоминания своего имени на обложке, которую использовали Tool; впоследствии судебные разбирательства обострились после того, как в суд подала страховая компания группы, после чего Tool предъявили ей встречный иск. Постоянные судебные баталии и задержки вкупе с другими жизненными обстоятельствами ограничивали время группы для работы над музыкой и лишали участников коллектива мотивации к творчеству и созданию нового материала. В одном из интервью этого периода Кэри заявил, что «в значительной степени была готова» только одна песня — десятиминутный трек без названия. В 2015 году Джонс объявил, что юридические вопросы были полностью урегулированы. Между тем фанаты Tool начали шутить, что в ожидании следующего альбома группы придётся провести как минимум те самые десять тысяч дней, упомянутые в названии её последнего альбома.
По словам Кинана, до 2015 года работа над альбомом продвигалась «медленно». В свою очередь, Джонс отмечал, что у группы было около 20 различных идей для новых песен, которые находились в процессе разработки. Во время гастролей (2015 года) Tool представили публике сокращённый вариант нового трека «Descending». В тот же период музыканты закончили работу над инструментальными партиями и передали записанный материал Кинану, хотя Джонс подчёркивал, что у него язык не поворачивался назвать эти записи полностью «законченными». В начале 2016 года администратор сайта группы сообщил, что этот материал, по большей части, представлял собой несколько коротких песен и интерлюдий, которые нужно было довести до ума. В конце года Чанселлор заявил, что группа «ушла с головой в процесс сочинения». Он пояснял, что хотя основные музыкальные темы и «костяк» песен уже были созданы, музыканты постоянно создавали и перерабатывали новое инструментальное содержание — занимаясь этим в течение всего 2017 года. В тот период Кэри заявил, что по его мнению, альбом будет закончен и выпущен в середине 2018 года; в свою очередь, Кинан возражал, что им скорее всего потребуется больше времени на доведение записи до конца. В конце 2017 года Джонс, Чанселлор и Кэри всё ещё продолжали работать над альбомом, в то время как Кинан вернулся в стан группы A Perfect Circle, чтобы в сотрудничестве с Билли Хауэрделом записать и выпустить четвёртый студийный альбом этого проекта — Eat The Elephant, в начале 2018 года. В феврале 2018 года Кинан объявил, что за предыдущие несколько месяцев он получил музыкальные файлы от остальных членов группы, содержащие черновые инструменталы с пометкой «ФИНАЛЬНЫЕ» для всех треков будущего альбома, за исключением одного, и он уже вплотную занимается написанием текстов и разработкой вокала для будущего релиза. Впоследствии Кинан признавался, что ещё одной причиной такой долгой работы над альбомом было постоянное переосмысление группой сочинённого материала — музыканты занималась самокопанием. По его мнению, вариант альбома, к которому они стремились в 2011 году, тоже получился бы «фантастическим». В свою очередь, Чанселлор отмечал, что некоторые элементы альбома восходят к идеям, сочинённым музыкантами ещё в 1995 году, когда он только присоединился к группе.
10 марта 2018 года группа обосновалась в студии звукозаписи, где музыканты начали записывать пластинку вместе с продюсером Джо Барреси, с которым они уже сотрудничали над альбомом 10,000 Days. 11 мая появилось сообщение, что Кэри записал все партии ударных. В сентябре Кинан объявил, что он закончил запись скрэтч-вокала, однако ещё не приступил к основным вокальным партиям. В итоге, фронтмен записал их во время сбора урожая винограда на своей винодельне Caduceus Cellars, в перерывах между фермерской работой. Специально для этого на ранчо вокалиста, в Аризону, приехали продюсер альбома, а также звукоинженер Мэт Митчел. В январе 2019 года Кинан объявил, что он полностью закончил запись вокала «несколько месяцев назад», но вероятно, альбому ещё потребуется длительный период микширования. В том же месяце Кэри заявил, что они намереваются выпустить пластинку в апреле, однако Кинан возразил, что это будет нереально — обозначив окно релиза с мая по июль. В марте группа перешла к процессу мастеринга вместе с Бобом Людвигом; ранее этот специалист уже помогал музыкантам с подобной задачей во время создания 10,000 Days.

## Тематика и музыкальное содержание
Альбом состоит из семи основных музыкальных треков и длится немногим меньше 80 минут — максимального времени звучания компакт-дисков. Цифровая версия пластинки содержит три коротких трека-интерлюдии, оставшихся после первоначального плана Кэри выпустить альбом в виде единой длинной песни. Джонс и Кэри характеризовали песни длинными, но содержащими несколько музыкальных метаморфоз в каждой из них.. По задумке группы альбом связан с числом «7» (по числу треков) — это повторяющаяся тема пластинки, как в музыкальном, так и в концептуальном плане; Чанселлор и Джонс сочинили гитарные риффы в необычных музыкальных размерах связанных с числом семь, в свою очередь Кинан также придумал идеи сопряжённые с этой цифрой для текстов пластинки. По словам участников группы, будущие музыкальные клипы также будут придерживаться данной концепции. Помимо этого, альбом исследует концепцию становления «старше и мудрее». По словам Кинана, лонгплей охватывает идея «того, где мы находимся в данный момент, а также осмысления того, откуда мы пришли, и некоторых вещей, через которые мы прошли». Кинан также посоветовал прослушивать Fear Inoculum терпеливо и, возможно, многократно, чтобы понять альбом, сравнивая его с неспешно развивающимся фильмом. Джонс охарактеризовал альбом как очень отличающийся от их предыдущего диска 10,000 Days. Музыкальные критики и журналисты описывали жанровую принадлежность пластинки такими стилями, как: прогрессивный рок, прогрессивный метал и альтернативный метал.

### Художественное оформление
В день релиза цифрового издания Fear Inoculum в продажу поступило подарочное издание альбома (англ. deluxe edition), которое включает в себя 4-дюймовый проигрыватель HD-видео (с оригинальным видеоматериалом), 2-ваттный динамик (с дополнительной песней под названием «Recusant Ad Infinitum») и 36-страничную книжку-буклет. В Европе дистрибуцией делюкс-издания занимается лейбл Napalm Records, долгое время сотрудничающий с группой.

## Релиз и продажи
Альбом был выпущен 30 августа 2019 года на собственном лейбле группы Tool Dissectional, а также на лейблах Volcano Entertainment и RCA Records. За несколько месяцев до релиза пластинки, в мае 2019 года, группа организовала турне по Северной Америке, первым шоу которого было выступление на фестивале Welcome to Rockville, где Tool выступили в качестве хедлайнеров и представили две новые песни — «Descending» и «Invincible». В марте появилась информация, что Джонс работает над концепцией обложки альбома, что напрямую указывало на скорый выход записи. 29 июля 2019 года было объявлено название альбома. 2 августа 2019 года дискография группы была размещена на нескольких цифровых сервисах потокового вещания с целью привлечения внимания к будущему релизу, при этом Tool были одним из немногих коллективов, кто долгое время активно противился появлению своих песен на цифровых площадках. Этим шагом музыканты смогли создать небывалый ажиотаж к своему материалу, так как до 2019 года дискографию Tool нельзя было послушать в цифровом формате. Все пять альбомов группы попали в Top-10 чарта iTunes; причём сам Fear Inoculum, в день цифрового релиза, сразу же обогнал новую пластинку Тейлор Свифт. Обложка альбома была представлена 5 августа, её создателем выступил художник Алекс Грей, который также является автором обложек двух предыдущих дисков группы. 7 августа состоялся релиз первого сингла пластинки «Fear Inoculum», который также является её заглавным треком. Песня дебютировала на 93-м месте в чарте Billboard Hot 100 и с учётом хронометража — 10 минут и 21 секунда — стала самой длинной песней за всё время данного хит-парада. Песни Tool с нового альбома заняли весь Top-10 в рок-чарте Billboard, что не удавалось до этого ни одной группе в истории, даже композиции Queen занимали только 8 из 10 строчек.
Fear Inoculum дебютировал на первой строчке чарта Billboard 200; продажи альбома составили 248 000 копий. Это третий лонгплей Tool, возглавивший основной американский хит-парад. Благодаря такому старту альбом обошёл альбомы Norman Fucking Rockwell! Ланы Дель Рей (дебютировавший на третьей позиции) и Lover Тейлор Свифт (который дебютировал неделей раньше и был смещен на вторую позицию). Fear Inoculum дебютировал на 4-м месте национального чарта Великобритании, где альбом Norman Fucking Rockwell! Ланы Дель Рей занял верхнюю строчку.

## Отзывы критиков
| Совокупная оценка    | Совокупная оценка |
| Источник             | Оценка            |
| -------------------- | ----------------- |
| AnyDecentMusic?      | 7.6/10            |
| Metacritic           | 81/100            |
| Оценки критиков      |                   |
| Источник             | Оценка            |
| AllMusic             | [ 52 ]            |
| Clash                | 9/10              |
| Consequence of Sound | A−                |
| Entertainment Weekly | B+                |
| Financial Times      | [ 55 ]            |
| The Guardian         | [ 56 ]            |
| Kerrang!             | 5/5               |
| NME                  | [ 58 ]            |
| Rolling Stone        | [ 59 ]            |
| Wall of Sound        | 10/10             |

Альбом был тепло встречен музыкальными критиками. На сайте-агрегаторе Metacritic его рейтинг по состоянию на 10 марта 2021 года равен 81 баллам из 100, что соответствует статусу «всеобщее признание». Рецензент журнала NME поставил Fear Inoculum высшую оценку, выделив работу Кинана как «возможно, лучшую коллекцию вокала, которую певец когда-либо записывал на пленку», подытожив, что альбом стоил стольких лет ожидания. Обозреватель The Boston Globe разделял это мнение, назвав лонгплей «80-минутной прог-металлической лихорадкой мечты, которая доказывает, что группа вернулась и чувствует себя как никогда лучше». В свою очередь, Джеймс Паркер из The Atlantic похвалил альбом за то, что он был так же хорош, как и предыдущие релизы коллектива, охарактеризовав его «точным и разрушительным, как и всё [в их дискографии]», а также содержащим «почти непостижимое количество той самой атмосферы Tool». Обозреватель журнала Spin отметил в своей рецензии, что группа «продолжает размывать в своей [музыке] грани между искусством, психоделией, альт-металлом и прог-роком с неослабевающим любопытством и мастерством» и «остаётся вызывающе инертной к автотюну, цифрового квантового мира, в котором мы сейчас живем». Редакция портала Loudersound похвалила плотность и многослойность звучания пластинки, особо выделив «грандиозность» и «эмоциональность» вокала Кинана, а также самый тяжелый трек альбома, «7empest», в качестве наиболее примечательных моментов диска. Обозреватели Wall Of Sound и Loudwire также выделили этот трек как один из лучших в карьере группы; причём журналист Wall Of Sound заключил, что на этом диске Tool «не столько заново изобрела колесо, сколько усовершенствовала всё, что делает их такими неповторимыми». В свою очередь, Нил Йеунг из AllMusic отметил, что все четыре участника группы звучат так, как будто они до сих пор выступают на пике своей карьеры; а рецензент журнала Clash заявил, что альбом станет хорошей отправной точкой для будущих поклонников группы, если у них хватит терпения на длинный хронометраж песен — он высоко оценил материал, тем не менее отметив, что он не соответствует нынешним музыкальным тенденциям.
Однако не все критики остались довольны содержанием пятой пластинки Tool. Так, рецензент портала Pitchfork Джереми Ларсон сетовал: «Вы получаете ровно то, что можно ожидать от альбома, на запись которого было потрачено около десяти лет: более зрелую, иногда захватывающую коллекцию материала, в котором в равной степени ощущается как чрезмерный перфекционизм, так и недоделанность[…] Трудно проанализировать разницу между тем, какие решения [для альбома] являются правильными, а какие неактуальными».

### Награды
Рейтинги по итогам года
| Издание               | Награда                                 | Место |
| --------------------- | --------------------------------------- | ----- |
| AllMusic              | Лучшие в 2019                           | –     |
| BrooklynVegan         | Топ-50 альбомов 2019                    | 8     |
| Consequence           | Топ-50 альбомов 2019                    | 10    |
| Consequence           | Топ-30 метал- + хард-рок-альбомов 2019  | 5     |
| Contactmusic.com      | Топ-10 альбомов 2019                    | 6     |
| Exclaim!              | 10 лучших метал- и хардкор-альбмов 2019 | 8     |
| Gigwise               | 51 лучший альбом 2019                   | 8     |
| Good Morning America  | 50 лучших альбомов 2019                 | 3     |
| The Hindu             | 15 рок-н-ролл-альбомов 2019             | 2     |
| Impose                | Лучшие альбомы 2019                     | –     |
| Kerrang!              | 50 лучших альбмов 2019                  | 2     |
| Classic Rock          | Топ-20 рок-альбомов 2019                | 19    |
| Loudwire              | 50 лучших метал-альбомов 2019           | –     |
| Revolver              | 25 лучших альбомов 2019                 | 1     |
| Sputnikmusic          | Топ-50 альбомов 2019                    | 12    |
| Ultimate Classic Rock | 10 лучших рок-альбомов 2019             | 6     |
| Ultimate Guitar       | 20 лучших альбомов 2019                 | 1     |

Рейтинги по итогам десятилетия
| Издание               | Награда                                         | Место |
| --------------------- | ----------------------------------------------- | ----- |
| BrooklynVegan         | 141 лучший альбом 2010-х                        | 96    |
| Consequence           | Топ-25 метал-альбомов 2010-х                    | 20    |
| Good Morning America  | 50 примечательных альбомов прошлого десятилетия | 36    |
| Guitar World          | 20 лучших гитарных альбомов десятилетия         | 10    |
| Kerrang!              | 75 лучших альбомов 2010-х                       | 13    |
| Classic Rock          | 50 лучших рок-альбомов 2010-х                   | 2     |
| Loudwire              | 66 лучших метал-альбомов десятилетия            | 10    |
| Revolver              | 25 лучших альбомов 2010-х                       | 3     |
| Ultimate Classic Rock | Топ-50 альбомов классического рока 10-х         | 24    |

## Список композиций
Все тексты написаны Мэйнардом Джеймсом Кинаном, вся музыка написана Адамом Джонсом, Дэнни Кэри, Мэйнардом Джеймсом Кинаном и Джастином Чанселлором.
| №                   | Название                                 | Длительность |
| ------------------- | ---------------------------------------- | ------------ |
| 1.                  | «Fear Inoculum»                          | 10:20        |
| 2.                  | «Pneuma»                                 | 11:53        |
| 3.                  | «Invincible»                             | 12:44        |
| 4.                  | «Descending»                             | 13:37        |
| 5.                  | «Culling Voices»                         | 10:05        |
| 6.                  | «Chocolate Chip Trip» (инструментальная) | 4:48         |
| 7.                  | «7empest»                                | 15:43        |
| Общая длительность: | Общая длительность:                      | 79:10        |

| №                   | Название                                                                          | Длительность |
| ------------------- | --------------------------------------------------------------------------------- | ------------ |
| 1.                  | «Fear Inoculum»                                                                   | 10:20        |
| 2.                  | «Pneuma»                                                                          | 11:53        |
| 3.                  | «Litanie contre la peur» (инструментальная; «Litany Against Fear» на французском) | 2:14         |
| 4.                  | «Invincible»                                                                      | 12:44        |
| 5.                  | «Legion Inoculant» (инструментальная)                                             | 3:09         |
| 6.                  | «Descending»                                                                      | 13:37        |
| 7.                  | «Culling Voices»                                                                  | 10:05        |
| 8.                  | «Chocolate Chip Trip» (инструментальная)                                          | 4:48         |
| 9.                  | «7empest»                                                                         | 15:43        |
| 10.                 | «Mockingbeat» (инструментальная)                                                  | 2:05         |
| Общая длительность: | Общая длительность:                                                               | 86:38        |

## Участники записи
Данные взяты из буклета альбома.

| Tool - Мэйнард Джеймс Кинан — вокал - Адам Джонс — гитара - Джастин Чанселлор — бас-гитара - Дэнни Кэри — ударные, синтезатор Приглашённые музыканты - Lustmord — звуковые эффекты волн и воды Продюсирование - Джо Барреси — микширование, звукоинженер - Боб Людвиг — мастеринг - Tool — продюсирование - Ассистенты звукоинженера: Jun Murakawa, Morgan Stratton, Kevin Mills, Garret Lubow, Wesley Seidman, Scott Moore, Greg Foeller - Гитарные техники: Дэн Драфф, Тим Доусон, Скотт Дэчроаден, Пит Льюис, Саша Данабл - Барабанные техники: Брюс Джакоби, Джон Николсон, Джо Слеби, Джуниор Киттлиц - Дополнительный трекинг: Мэт Митчел, Тим Доусон, Эндрю Минс | Обложка и дизайн - Адам Джонс — арт-директор, видео-директор - Алекс Грей — обложка, оформление буклета, режиссёр и концепция видео - Мэки Осборн — дизайн и оформление - Джойс Су — дополнительное оформление, визуальные эффекты, дизайн - Мэттью Санторо — CGI, видео-дизайн, VFX - Райан Тоттл и Доминик Хэйлстоун — визуальные эффекты - Шон Чеетам — портреты Tool - Фотографии: Кристин Бёрнс, Алекс Лендин, Трэвис Шинн, Ли Янг, Энн Чайн |

## Чарты
| Чарт (2019)                         | Высшая позиция |
| ----------------------------------- | -------------- |
| Австралия (ARIA)                    | 1              |
| Австрия (Ö3 Austria)                | 3              |
| Бельгия/Валлония (Ultratop)         | 4              |
| Бельгия/Фландрия (Ultratop)         | 1              |
| Великобритания (UK Albums Chart)    | 4              |
| Венгрия (MAHASZ)                    | 5              |
| Германия (Offizielle Top 100)       | 2              |
| Греция (IFPI)                       | 10             |
| Дания (Hitlisten)                   | 4              |
| Ирландия (IRMA)                     | 4              |
| Испания (PROMUSICAE)                | 3              |
| Италия (FIMI)                       | 2              |
| Канада (Canadian Albums Chart)      | 1              |
| Нидерланды (Album Top 100)          | 3              |
| Новая Зеландия (RMNZ)               | 1              |
| Норвегия (VG-lista)                 | 1              |
| Польша (ZPAV)                       | 6              |
| США (Billboard 200)                 | 1              |
| Финляндия (Suomen virallinen lista) | 2              |
| Франция (SNEP)                      | 9              |
| Чехия (ČNS IFPI)                    | 17             |
| Швейцария (Schweizer Hitparade)     | 2              |
| Швеция (Sverigetopplistan)          | 7              |
| Шотландия (Scottish Albums Chart)   | 2              |
| Япония (Billboard Japan)            | 29             |
| Япония (Oricon)                     | 44             |